# A titkok könyvtára epizódjainak listája
Ez a szócikk a A titkok könyvtára című sorozat epizódjait listázza. A sorozat 4 évad után végleg befejeződött 2018. február 7-én. Magyarországon a sorozatot elsőnek a Universal Channel majd a Story4 sugározta.
Egy ősi titkos szervezet tagjainak, egy csapat könyvtárosnak további kalandjait lehet nyomon követni a Titkok könyvtára sorozatban. Egy művészettörténész, egy matematikus, egy harcos és Eve Baird ezredes közös cél érdekében fejtenek meg lehetetlen rejtélyeket és szállnak szembe a gonosszal. Mind együtt utaznak majd időkön és földrészeken át, hogy mágikus, ősi és értékes műalkotásokat találjanak meg és helyezzenek biztonságba.

## Évados áttekintés
| Évad | Évad | Részek száma | Részek száma | Eredeti sugárzás   | Eredeti sugárzás   | Eredeti adó | Magyar sugárzás     | Magyar sugárzás      | Magyar adó        |
| Évad | Évad | Részek száma | Részek száma | Évadbemutató       | Évadzáró           | Eredeti adó | Évadbemutató        | Évadzáró             | Magyar adó        |
| ---- | ---- | ------------ | ------------ | ------------------ | ------------------ | ----------- | ------------------- | -------------------- | ----------------- |
|      | 1.   | 10           | 10           | 2014. december 7.  | 2015. január 18.   | TNT         | 2014. december 8.   | 2015. február 2.     | Universal Channel |
|      | 2.   | 10           | 10           | 2015. november 1.  | 2015. december 27. | TNT         | 2015. november 2.   | 2015. december 28.   | Universal Channel |
|      | 3.   | 10           | 10           | 2016. november 20. | 2017. január 22.   | TNT         | 2017. augusztus 27. | 2017. szeptember 30. | Story4            |
|      | 4.   | 12           | 12           | 2017. december 13. | 2018. február 7.   | TNT         | 2025. január 16.    | 2025. január 27.     | Filmcafé          |

## Epizódok

### Mozifilm
| Sor. | Év. | Cím                                                                                                   | Rendező         | Író            | Premier                               |
| ---- | --- | --- | --------------- | -------------- | ------------------------------------- |
| 1.   | 1.  | Titkok könyvtára – A Szent Lándzsa küldetés (The Librarian: Quest for the Spear)                      | Peter Winther   | David Titcher  | 2004. december 5. 2005. október 25.   |
| 2.   | 2.  | Titkok könyvtára 2. – A visszatérés Salamon kincséhez (The Librarian: Return to King Solomon's Mines) | Jonathan Frakes | Marco Schnabel | 2006. december 3. n.a.                |
| 3.   | 3.  | A titkok könyvtára 3. – A Júdás-kehely átka (The Librarian: Curse of the Judas Chalice)               | Jonathan Frakes | Marco Schnabel | 2008. december 7. 2009. szeptember 3. |

### Első évad (2014-2015)
| Sor. | Év. | Cím                                                                             | Rendező          | Író                           | Premier                               | Nézettség   | Gyártási szám |
| --- | --- | ------------------------------------------------------------------------------- | ---------------- | ----------------------------- | ------------------------------------- | ----------- | ------------- |
| 1. | 1.  | Artúr király koronája (And the Crown of King Arthur)                            | Dean Devlin      | John Rogers                   | 2014. december 7. 2014. december 8.   | 5,35 millió | 101           |
| Eve Baird, a NATO egyik tisztje levelet kap a Metropolitan Közkönyvtártól, hogy legyen a Könyvtáros testőre. Flynn Carsennek nem tetszik az ötlet, de végül elfogadja új segítőjét, amikor is néhány különleges személyt kell felkeresniük, akikkel kiegészülve megtalálhatják Arthur király koronáját. Nyomukban van azonban a Kígyó Testvérisége, amely szintén meg akarja szerezni az ereklyét, hogy ártó célokra használják azt fel. |     |                                                                                 |                  |                               |                                       |             |               |
| 2. | 2.  | A kard a sziklában (And the Sword in the Stone)                                 | Dean Devlin      | John Rogers                   | 2014. december 7. 2014. december 15.  | 5,35 millió | 102           |
| Flyn-nek már csupán órái vannak hátra, így sietniük kell, hogy a Kígyó Testvériségének nyomába érjenek. Eközben egész egyszerűen nyoma vész a könyvtárnak és Cassandra hűsége is megkérdőjeleződik. |     |                                                                                 |                  |                               |                                       |             |               |
| 3. | 3.  | Minósz labirintusa / Döntésképtelenség (And the Horns of a Dilemma)             | Marc Roskin      | Jeremy Bernstein              | 2014. december 14. 2014. december 22. | 3,37 millió | 103           |
| Egy étteremlánc 8 alkalmazottja egyszerre eltűnik, s mindegyikük Bostonban. Eve és a három új könyvtáros belevágnak első közös ügyükbe, amely Minósz király labirintusába vezet. Jake pedig továbbra sem képes megbízni Cassandra-ban. |     |                                                                                 |                  |                               |                                       |             |               |
| 4. | 4.  | A nagy Télapó-mentőakció / A nagy mikulásmentő akció (And Santa's Midnight Run) | Jonathan Frakes  | Paul Guyot, John Rogers       | 2014. december 21. 2014. december 29. | 3,19 millió | 104           |
| A Kígyó Testvérisége elrabolja a Télapót, hogy megöljék őt. A könyvtárosoknak egy egész napjuk sincs, hogy időben megmentsék, miközben a Karácsony szelleme mindegyikőjükben más érzéseket elevenít fel. |     |                                                                                 |                  |                               |                                       |             |               |
| 5. | 5.  | A viszály almája (And the Apple of Discord)                                     | Marc Roskin      | Paul Guyot, Geoffrey Thorne   | 2014. december 28. 2015. január 5.    | 4,10 millió | 105           |
| A föld felszíne alatt szunnyadó sárkányok ébredezni kezdenek. Ez akár a világ teljes pusztulását is maga után vonhatja, így Flynn visszatér, hogy segítsen a többieknek. |     |                                                                                 |                  |                               |                                       |             |               |
| 6. | 6.  | A végzet meséi (And the Fables of Doom)                                         | Jonathan Frakes  | Kate Rorick                   | 2015. január 4. 3015. január 12.      | 3,72 millió | 106           |
| Egy eldugott városban, Brémában egyre több furcsa, meseszerű dolog történik. A könyvtárosok előtt persze nyilvánvalóvá válik, hogy a mesék valósággá válnak és egyre veszélyesebbek lesznek. |     |                                                                                 |                  |                               |                                       |             |               |
| 7. | 7.  | A hármas törvénye (And the Rule of Three)                                       | Marc Roskin      | Paul Guyot, Kate Rorick       | 2015. január 11. 2015. január 19.     | 3,44 millió | 107           |
| Amikor egy csoport egymással versengő középiskolás diák elkezdi egymást boszorkánysággal vádolni, a csapatnak közbe kell lépnie mielőtt tragédia nem történik. |     |                                                                                 |                  |                               |                                       |             |               |
| 8. | 8.  | A sötétség szíve (And the Heart of Darkness)                                    | John Harrison    | Geoffrey Thorne               | 2015. január 11. 2015. január 26.     | 2,86 millió | 108           |
| A könyvtárosok egy hátborzongató kísértetházba tévednek egy szlovákiai erdőben, ahol egy fiatal lány kéri a segítségüket. Cassandrának rosszul esik, hogy Baird minden akcióból ki akarja hagyni, mondván, hogy ő máshoz jobban ért. |     |                                                                                 |                  |                               |                                       |             |               |
| 9. | 9.  | A fények városa (And the City of Light)                                         | Tawnia McKiernan | John Rogers, Jeremy Bernstein | 2015. január 18. 2015. február 2.     | 3,27 millió | 109           |
| Egy kisvárosban sorozatos földönkívüli jelenségek történnek. Kiderül azonban, hogy az egész hátterében egy múlt századi kísérlet áll. |     |                                                                                 |                  |                               |                                       |             |               |
| 10. | 10. | A sors szőttese (And the Loom of Fate)                                          | Jonathan Frakes  | John Rogers                   | 2015. január 18. 2015. február 2.     | 3,03 millió | 110           |
| A Könyvtárosoknak talán az eddigi legnehezebb feladatukkal kell megbirkózniuk. Ebben ugyanis már tér és idő egyaránt összekavarodik. |     |                                                                                 |                  |                               |                                       |             |               |

### Második évad (2015)
| Sor. | Év. | Cím                                                                   | Rendező         | Író                                     | Premier                               | Nézettség   | Gyártási szám |
| --- | --- | --------------------------------------------------------------------- | --------------- | --------------------------------------- | ------------------------------------- | ----------- | ------------- |
| 11. | 1.  | A tengerbe vetett könyv (And the Drowned Book)                        | Marc Roskin     | John Rogers, Paul Guyot                 | 2015. november 1. 2015. november 2.   | 2,25 millió | 201           |
| A külön töltött idő után, visszahívják a könyvtárosokat, mert fura vihar csap le Manhattanre, és Jenkins megtudja, hogy a könyvtár nem biztonságos.    |     |                                                                       |                 |                                         |                                       |             |               |
| 12. | 2.  | A törött varázspálca (And the Broken Staff)                           | Marc Roskin     | Alexa Alemanni, Joe Boothe, Holly Moyer | 2015. november 1. 2015. november 9.   | 1,95 millió | 202           |
| A könyvtárosok a fondorlatos Prospero által életre keltett Frankensteinnel, Moriarty professzorral és egyéb képzeletbeli figurákkal harcolnak.         |     |                                                                       |                 |                                         |                                       |             |               |
| 13. | 3.  | A kaján démon (And What Lies Beneath the Stones)                      | Marc Roskin     | Alexa Alemanni, Joe Boothe              | 2015. november 8. 2015. november 16.  | 1,95 millió | 203           |
| Stone, Casandra és Ezekiel egy ősi temetkezési helyen történt fura eseményeket vizsgálja. Lehetséges, hogy egy ásatás gonosz lelkeket ébresztett fel?  |     |                                                                       |                 |                                         |                                       |             |               |
| 14. | 4.  | A tanulás ára (And the Cost of Education)                             | Courtney Rowe   | Kate Rorick                             | 2015. november 15. 2015. november 23. | 1,89 millió | 204           |
| A könyvtárosokat hívják, amikor eltünedeznek a diákok egy főiskoláról, melyet egy őrült építész alapított, aki hisz a párhuzamos univerzumokban.       |     |                                                                       |                 |                                         |                                       |             |               |
| 15. | 5.  | A könyvtár lelke (And the Hollow Men)                                 | Noah Wyle       | Geoffrey Thorne                         | 2015. november 22. 2015. november 30. | 2,10 millió | 205           |
| Flynn-t elrabolja egy titokzatos idegen, aki nem csupán amnéziában szenved, de birtokában van a könyvtár összes eltűnt tárgyi lelete.                  |     |                                                                       |                 |                                         |                                       |             |               |
| 16. | 6.  | A pokoli paktum (And the Infernal Contract)                           | Jonathan Frakes | Paul Guyot, Holly Moyer                 | 2015. november 29. 2015. december 7.  | 2,02 millió | 206           |
| Baird egy régi barátjának próbál segíteni, aki sátáni botrányba keveredett, miközben a polgármesteri hivatalért verseng egy kisvárosban.               |     |                                                                       |                 |                                         |                                       |             |               |
| 17. | 7.  | Dorian Gray (And the Image of Image)                                  | Emile Levisetti | Paul Guyot                              | 2015. december 6. 2015. december 14.  | 2,24 millió | 207           |
| Az új éjszakai szórakozóhely, mely a város leghiúbb embereit vonzza, egy titokzatos balesetsorozat központja. Lehet, hogy Dorian Gray áll ezek mögött? |     |                                                                       |                 |                                         |                                       |             |               |
| 18. | 8.  | A rabulejtő játék (And the Point of Salvation)                        | Jonathan Frakes | Jeremy Bernstein                        | 2015. december 13. 2015. december 21. | 2,21 millió | 208           |
| A könyvtárosok egy high-tech kutatóintézetbe utaznak, és felfedezik, hogy a dolgozók esztelen, félelmetes teremtésekké változtak.                      |     |                                                                       |                 |                                         |                                       |             |               |
| 19. | 9.  | ...és mindnyájan boldogan éltek, míg... (And the Happily Ever Afters) | Rod Hardy       | Geoffrey Thorne, Jeremy Bernstein       | 2015. december 20. 2015. december 28. | 1,94 millió | 209           |
| A csapattagok eszményi életük csapdájába esnek, még emlékeik sincsenek, de kénytelenek hátat fordítani a boldogságnak, hogy megküzdjenek Prosperóval.  |     |                                                                       |                 |                                         |                                       |             |               |
| 20. | 10. | A függöny (And the Final Curtain)                                     | Marc Roskin     | John Rogers, Paul Guyot                 | 2015. december 27. 2015. december 28. | 2,24 millió | 210           |
| A dolgok rosszul állnak mikor egy házas nő kulcsait megtalálják egy holttestnél a motel szobájában és a nő nem tudja megmagyarázni miért kerültek oda. |     |                                                                       |                 |                                         |                                       |             |               |

### Harmadik évad (2016-2017)
| Sor. | Év. | Cím                                                        | Rendező                         | Író                                        | Premier                                 | Nézettség   | Gyártási szám |
| --- | --- | ---------------------------------------------------------- | ------------------------------- | ------------------------------------------ | --------------------------------------- | ----------- | ------------- |
| 21. | 1.  | Káosz felemelkedése (And the Rise of Chaos)                | Dean Devlin                     | Marco Schnabel, Dean Devlin                | 2016. november 20. 2017. augusztus 27.  | 1,89 millió | 301           |
| A Káosz egyiptomi istene megszáll egy embert és megpróbál szörnyű gonoszságot szabadítani a világra; a könyvtárosoknak meg kell fejteni egy kódot a tudományos múzeumban. |     |                                                            |                                 |                                            |                                         |             |               |
| 22. | 2.  | Az első vérfarkas (And the Fangs of Death)                 | Marc Roskin                     | Rob Wright                                 | 2016. november 27. 2017. szeptember 2.  | 1,67 millió | 302           |
| Flynn egy mentőakciót vezet és csatlakoznak hozzá a többiek, a csapat egy földalatti csapdához ér, ahol ősi, egyiptomi vérfarkasok vannak… |     |                                                            |                                 |                                            |                                         |             |               |
| 23. | 3.  | Fagy óriások (And the Reunion of Evil)                     | Noah Wyle                       | Kate Rorick                                | 2016. december 4. 2017. szeptember 3.   | 1,87 millió | 303           |
| Két könyvtáros visszaszerez egy mágikus tárgyat. Egy házikóba menekülnek be, ahol mindenki szeretné megszerezni a tárgyat, hogy segítségével tovább növeljék ördögi hatalmukat. |     |                                                            |                                 |                                            |                                         |             |               |
| 24. | 4.  | Az önbeteljesítő jóslat (And the Self-Fulfilling Prophecy) | Dean Devlin                     | Tom MacRae                                 | 2016. december 11. 2017. szeptember 9.  | 1,76 millió | 304           |
| Bairdnek víziója támad, amelyben a saját halálát látja megtörténni, a gyilkosa egy természetfeletti bérgyilkos; vajon Baird kicselezheti a végzetet és megállíthatja a halálos próféciát, hogy valósággá váljon?                                                                           |     |                                                            |                                 |                                            |                                         |             |               |
| 25. | 5.  | Bohóc könnyek (And the Tears of a Clown)                   | Jonathan Frakes, Mark A. Altman | Steve Kriozere                             | 2016. december 18. 2017. szeptember 10. | 1,86 millió | 305           |
| A könyvtárosok egy rejtélyes utazó karnevál után nyomoznak és felfedezik, hogy a gyűjteményük mágikus leletei milyen veszélyesek lehetnek… |     |                                                            |                                 |                                            |                                         |             |               |
| 26. | 6.  | A Bermuda próba (And the Trial of the Triangle)            | Jonathan Frakes                 | Noah Wyle                                  | 2016. december 25. 2017. szeptember 16. | 1,65 millió | 306           |
| Azért, hogy megakadályozzák a gonoszság terjedését, a csapatnak meg kell találnia Ra szemét és megfejteni a Bermuda háromszög rejtélyét; Flynnek több teszten is át kell mennie.. |     |                                                            |                                 |                                            |                                         |             |               |
| 27. | 7.  | A Cindy átok (And the Curse of Cindy)                      | Nina Lopez-Corrado              | Gareth Roberts                             | 2017. január 1. 2017. szeptember 17.    | 1,78 millió | 307           |
| A kellemetlenkedő Cindy Kroger hirtelen nagyon népszerű lesz egy szerelmi bájital következtében. A Könyvtárosoknak meg kell állítaniuk őt, mielőtt kilő egy „szerelmi rakétát” és mindenki az ő követője lesz…                                                                             |     |                                                            |                                 |                                            |                                         |             |               |
| 28. | 8.  | Az örök kérdés (And the Eternal Question)                  | Noah Wyle                       | Kate Rorick, Nicole Ranadive               | 2017. január 8. 2017. szeptember 23.    | 2,05 millió | 308           |
| Egy férfi rejtélyes halála Jaket, Cassandrát és Eszekielt egy olyan wellness központba vezeti, amilyet még soha nem láttak. Úgy tűnik megtalálták a kulcsot az örök élethez, vagy legalábbis úgy tűnik. Ezalatt Carsen és Baird közösen töltik az idejüket, amire már nagy szükségük volt. |     |                                                            |                                 |                                            |                                         |             |               |
| 29. | 9.  | A majom király pálcája (And the Fatal Separation)          | Jonathan Frakes                 | Rob Wright, Steve Kriozere, Mark A. Altman | 2017. január 15. 2017. szeptember 24.   | 1,60 millió | 309           |
| Amikor a Majom Király szent földjét, Shangri-Lat egy kegyetlen, mágikus tárgyakat gyűjtő uralma alá hajt, az Univerzum egyensúlya felborul és veszélybe kerül. Ezért az összes Könyvtáros találkozik, hogy megmentsék a veszélybe került földet, de magas árat kell érte fizetniük…        |     |                                                            |                                 |                                            |                                         |             |               |
| 30. | 10. | Káosz haragja (And the Wrath of Chaos)                     | Marc Roskin                     | Marco Schnabel                             | 2017. január 22. 2017. szeptember 30.   | 1,97 millió | 310           |
| A könyvtár veszélybe kerül, több külső támadás éri. Flynn, Bairs, Stone, Cassandra, Ezekiel és Jenkins csak úgy tudja megmenteni a világot és egyben magukat is, ha félre teszik a nézetkülönbségüket és összefognak.                                                                      |     |                                                            |                                 |                                            |                                         |             |               |

### Negyedik évad (2017-2018)
| Sor. | Év. | Cím                                               | Rendező         | Író                           | Premier                             | Nézettség   | Gyártási szám |
| ---- | --- | ------------------------------------------------- | --------------- | ----------------------------- | ----------------------------------- | ----------- | ------------- |
| 31.  | 1.  | Sötét titok (And the Dark Secret)                 | Marc Roskin     | Marco Schnabel                | 2017. december 13. 2025. január 16. | 1,68 millió | 401           |
| 32.  | 2.  | Szerencserablók (And the Steal of Fortune)        | Eriq La Salle   | Gary Rosen                    | 2017. december 13. 2025. január 17. | 1,36 millió | 402           |
| 33.  | 3.  | A karácsonyi tolvaj (And the Christmas Thief)     | Noah Wyle       | Nicole Ranadive               | 2017. december 20. 2025. január 18. | 1,48 millió | 403           |
| 34.  | 4.  | A mozivászon (And the Silver Screen)              | Jonathan Frakes | Noah Wyle                     | 2017. december 20. 2025. január 19. | 1,40 millió | 404           |
| 35.  | 5.  | A véres korona (And the Bleeding Crown)           | Marc Roskin     | Tom MacRae                    | 2017. december 27. 2025. január 20. | 1,82 millió | 405           |
| 36.  | 6.  | Az idő sírjai (And the Grave of Time)             | Jonathan Frakes | Marco Schnabel, Larry Stuckey | 2017. december 27. 2025. január 21. | 1,52 millió | 406           |
| 37.  | 7.  | Elvarázsolt erdő (And the Disenchanted Forest)    | Dean Devlin     | Nicole Ranadive, Gary Rosen   | 2018. január 3. 2025. január 22.    | 1,25 millió | 407           |
| 38.  | 8.  | Rejtett menedék (And the Hidden Sanctuary)        | Noah Wyle       | Kate Rorick                   | 2018. január 10. 2025. január 23.   | 1,41 millió | 408           |
| 39.  | 9.  | A Feud nevű város (And a Town Called Feud)        | Valerie Weiss   | Tom MacRae                    | 2018. január 17. 2025. január 24.   | 1,34 millió | 409           |
| 40.  | 10. | Valami Jeff nevű fickó (And Some Dude Named Jeff) | Lindy Booth     | Marco Schnabel                | 2018. január 24. 2025. január 25.   | 1,35 millió | 410           |
| 41.  | 11. | Az egyetlen próbája (And the Trial of the One)    | Marc Roskin     | Tom MacRae                    | 2018. január 31. 2025. január 26.   | 1,34 millió | 411           |
| 42.  | 12. | Emlékek visszhangja (And the Echoes of Memory)    | Dean Devlin     | Kate Rorick                   | 2018. február 7. 2025. január 27.   | 1,44 millió | 412           |